# Josep-Ramon Bach
Josep-Ramon Bach i Núñez (Sabadell, 15 de junio de 1946 - Barcelona, 9 de marzo de 2020) fue un poeta, narrador y dramaturgo catalán. Se dio a conocer por primera vez, a los 18 años, con un galardón conseguido en un certamen convocado por la Sección Universitaria del Círculo Sabadellès. Ganador de numerosos premios, en su libro El pájaro imperfecto introdujo el mito de Kosambi, un narrador de referentes chinos, persas, indios, árabes y africanos, que aparece en muchas de sus obras posteriores.

## Obra

### Poesía y prosa poética
- 1965. Poemes varis .Revista Riutort, número 40, páginas 4-6.
- 1966 El meu cant..., Cercle Sabadellès. Crònica, 46, páginas 2-4.
- 1971. Poemes varis. Dentro del libro colectivo I li estreba les vetes de la cotilla Miquel Arimany.
- 1971. Garabatge a Krominstone. Edición del autor.
- 1972. Emilie Kraufort, alumna de primària (poemes de Johnny Course). Edición del autor. Disseny d'Antoni Clapés Flaqué.
- 1974. De rems i hores. Curial Edicions Catalanes. ISBN 847256035X.
- 1975. Diorames. Curial Edicions Catalanes. Capçalera de Joan-Pere Viladecans. ISBN 8472560651.
- 1985 Trànsfuga de la llum. Edicions del Mall. ISBN 8474562376.
- 1996. L'Ocell Imperfecte. Columna Edicions. Pròleg d'Àlex Broch. premi Crítica Serra d'Or de prosa poètica i Cavall Verd-Josep Maria Llompart de poesia 1996. ISBN 8483000032
- 1997. Emilie Kraufort, alumna de primària: poemes de Johnny Course. Columna Edicions. Preludio de Antoni Clapés, clausura de Jordi Domènech i dibujos de Jaume Ribas. ISBN 84-8300-438-0
- 1997. Viatge al cor de Li Bo. Columna Edicions. ISBN 8483004283
- 1998. El mirall del paradís (fragments). Quadern de les idees, les arts i les lletres, número 114, pàgina 14.
- 1999. Ploma blanca. Poesia oral africana. Columna Edicions. Recreación libre de J. R. Bach. Dibujos de Ramiro Fernàndez Saus. ISBN 8483008130.
- 2008. Reliquiari. Edicions de Gràfic Set. Dibujos de Ramiro Fernàndez Saus. ISBN 978-84-93372-4-60.
- [2010. El laberint de Filomena. Edicions Proa. Els llibres de l'Óssa Menor, 313. ISBN 9788482569161
- 2010. Versions profanes. Pagès editors. Biblioteca de la Suda, 122. ISBN 978-84-9779-943-0.
- 2011. L'Enunciat. labreu edicions. Alabatre, 32. ISBN 978-84-938583-5-3.
- 2013. Desig i sofre. Témenos edicions. Càrmina, 23. ISBN 978-84-941069-3-4.
- 2014. L'estrany. Témenos edicions. Càrmina, 31. ISBN 978-84-942186-9-9.
- 2015. Caïm. Edicions Tres i Quatre.[5]
- 2016 En abstracte. labreu edicions. Alabatre, 74. ISBN 978-84-945249-8-1.
- 2016. Secreta dàlia. Edicions Tres i Quatre. ISBN 978-84-7502-986-3
- 2017: L'instint. Obra poètica 1962-1993. Fundació Ars. ISBN 978-84-89991-32-3. Edicions Tres i Quatre ISBN 978-84-89991-32-3[6]

#### En ediciones de bibliòfil
- 1984. Revenedor d'agonies. Antoni J. Agra. Grabados de Joan-Pere Viladecans.
- 1999. El espejo del paraíso. Galería Sen. Dibuixos de Ramiro Fernàndez Saus. Traducción de Carlos Vitale.
- 2001. Els jardins del príncep Umar. Antoni J. Agra. Dibujos de Ramiro Fernàndez Saus.
- 1999. Paraíso con luna. Galería Estampa. Dibujos de Ramiro Fernàndez Saus. Traducción de Carlos Vitale. ISBN 84-930139-1-9.
- 2007. El primer núvol. Item plus. Litografías de Jaume Ribas.

### Narrativa
- 1991. Luna oscura. Documentas y Caja Negra. Traducción de Gustavo G. Carrera y prólogo de José Kozer.
- 1993. El espejo insobornable. Café Central. Serie mayor, 8.
- [2006. Kosambi, el narrador. Proa. Enciclopèdia Catalana. Dibujos de Ramiro Fernández Saus. Epílogo de Àlex Broch. ISBN 8484378969
- 2015. El ventríloc tartamudo, Témenos ediciones. Argumenta, 17. {{ISBN|978-84-944192-4-9}}
- 2018. Alteritats. Témenos ediciones. La buena confitura, 5. Cabecera de Joan Rendé. ISBN 9788494921131

#### Para niños
- 2000. Viaje por el África. Barcanova. Ilustraciones de Francesc Rovira. ISBN 8448908619.
- 2007. El perro poeta. Editorial Cruïlla. Ilustraciones de Lluïsa Jover. ISBN 9788466117548.

### Teatro
- 1990. Paraula contrària. Cafè Central. Plaquettes, 4.
- 2004. Almanac intermitent: disset peces de teatre de butxaca. Asociación de actores y directores profesionales de Cataluña. Epílogo de Feliu Formosa. ISBN 84-89826-38-2.
- 2008. Diàlegs morals sobre la felicitat (catorze peces de teatre de mirall). Edicions 62. Prólogo de Jaume Comas. Premio Recull-Josep Ametller de teatro 2007. ISBN 978-84-297-6099-6
- 2009. La dama de cors se'n va de copes (catorze peces de teatre de mirall). Publicaciones de l'Abadia de Montserrat. Premio Calldetenes Lluís Solà y Sala de teatro 2008. ISBN 978-84-9883-113-9.

### Traducciones
- Umberto Saba. Ocho mediterráneas. 1994. Cafè Central.

### Adaptaciones de obras suyas
- 1984. De humanal fragmento: 1982. Madrid. Fundación Juan March. Adaptación de Benet Casablancas para mezzo alto y cuarteto de cuerda de tres poemas de Josep-Ramon Bach. (segunda edición Madrid.1988. Editorial de Música Española Contemporánea).

## Premios
- 1964. Accésit en el II Certamen Despluma de Plata, Sección Universitaria del Círculo Sabadellès.
- 1968. Premio Martí y Peydró de Poesía. Jurado presidido por Joan Triadú.
- 1970. Premio Martí y Peydró de Poesía, compartido con el poeta Jordi Domènech Soteras.
- 1996. Premio Crítica Sierra de Oro de prosa poética.[4]
- 1996. Premio de la crítica Caballo Verd-Josep Maria Llompart de Poesía de la Asociación de Escritores en Lengua Catalana.
- 1997. Pulse Cuaderno de la Fundación Amigos de las Artes y de las Letras de Sabadell, en la modalidad de letras, ámbito sabadellenc. Jurado presidido por Manuel Costa Fernández.
- 2007. Premio Recoge - Josep Ametller de Teatro.
- 2008. Premio de Teatro de Calldetenes Lluís Solà y Sala .[7]
- 2009. Premio de Poesía Cadaqués a Rosa Leveroni.[8]
- 2015. Pulse Premio Vicent Andrés Estellés de poesía, por la obra Secreta dàlia.[3]
- 2016. Premio Crítica Sierra de Oro de Poesía, por la obra Caïm.